# Turn on the Bright Lights
Turn on the Bright Lights (с англ. — «Включите фонари поярче») — дебютный студийный альбом американской пост-панк ривайвл-группы Interpol, выпущенный в 20 августа 2002 года на лейбле Matador Records. Альбом достиг максимального уровня продаж в США и ему был присвоен золотой статус от RIAA за тираж более 500 000 экземпляров в августе 2011 года.
«PDA», «NYC», «Obstacle 1» и «Say Hello to the Angels» стали синглами с альбом Turn on the Bright Lights, на каждую из них был снят клип, за исключением «Say Hello to the Angels». В настоящее время[когда?] пластинка позиционируется[кем?] как одна из вершин пост-панк ривайвла.

## Список композиций
Слова и музыка всех песен — Interpol.
| №                   | Название                                     | Длительность |
| ------------------- | -------------------------------------------- | ------------ |
| 1.                  | «Untitled»                                   | 3:56         |
| 2.                  | «Obstacle 1»                                 | 4:11         |
| 3.                  | «NYC»                                        | 4:20         |
| 4.                  | «PDA»                                        | 4:59         |
| 5.                  | «Say Hello to the Angels»                    | 4:28         |
| 6.                  | «Hands Away»                                 | 3:05         |
| 7.                  | «Obstacle 2»                                 | 3:47         |
| 8.                  | «Stella Was a Diver and She Was Always Down» | 6:28         |
| 9.                  | «Roland»                                     | 3:35         |
| 10.                 | «The New»                                    | 6:07         |
| 11.                 | «Leif Erikson»                               | 4:00         |
| Общая длительность: | Общая длительность:                          | 49:02        |

| №   | Название                                                     | Длительность |
| --- | ------------------------------------------------------------ | ------------ |
| 1.  | «Interlude»                                                  | 1:01         |
| 2.  | «Specialist»                                                 | 6:40         |
| 3.  | «PDA» (First Demo)                                           | 4:44         |
| 4.  | «Roland» (First Demo)                                        | 3:44         |
| 5.  | «Get the Girls/Song 5» (First Demo)                          | 3:47         |
| 6.  | «Precipitate» (Second Demo)                                  | 5:33         |
| 7.  | «Song Seven» (Second Demo)                                   | 4:43         |
| 8.  | «A Time to Be So Small» (Second Demo)                        | 5:47         |
| 9.  | «Untitled» (Third Demo)                                      | 4:13         |
| 10. | «Stella Was a Diver and She Was Always Down» (Third Demo)    | 6:40         |
| 11. | «NYC» (Third Demo)                                           | 4:27         |
| 12. | «Leif Erikson» (Third Demo)                                  | 4:27         |
| 13. | «Gavilan/Cubed» (Third Demo) (также известное как "Mascara") | 6:49         |
| 14. | «Obstacle 2» (Peel Session)                                  | 3:54         |
| 15. | «Hands Away» (Peel Session)                                  | 3:10         |
| 16. | «The New» (Peel Session)                                     | 5:59         |
| 17. | «NYC» (Peel Session)                                         | 4:17         |

### Австралийское издание (бонус-треки)
- «Specialist» — 6:39

### Японское издание (бонус-треки)
Существуют две разные версии издания. Одна такая версия содержит следующие бонус-композиции:
- «Interlude» — 1:02
- «Specialist» — 6:39

В другие версии были включены следующие композиции:
- «Hands Away» (Peel session)
- «Obstacle 2» (Peel session)
- «PDA» (video)
- «NYC» (video)
- «Obstacle 1» (video)

### Мексиканское издание (бонус-треки)
- «Interlude» — 1:02
- «Specialist» — 6:39
- «PDA» (video)
- «NYC» (video)
- «Obstacle 1» (video)

## Релизы
| Год             | Страна         | Формат | Лейбл           | Номер каталога |
| --------------- | -------------- | ------ | --------------- | -------------- |
| 19 Августа 2002 | Великобритания | LP     | Matador Records | OLE5451        |
| 19 Августа 2002 | Великобритания | CD     | Matador Records | OLE5452        |
| 20 Августа 2002 | США            | LP     | Matador Records | OLE5451        |
| 20 Августа 2002 | США            | CD     | Matador Records | OLE5452        |
| 16 июля 2003    | Япония         |        | Toshiba-EMI     | TOCP 66206     |
| 2005            |                | CD     | Ales            | 2034           |

## Чарты
| Год  | Чарт                   | Позиция |
| ---- | ---------------------- | ------- |
| 2002 | Billboard 200          | 158     |
| 2002 | Top Independent Albums | 5       |
| 2003 | Top Heatseekers        | 4       |

## Дополнительная информация
- «Hands Away» звучит в конце четвёртой серии первого сезона телесериала «Тайные операции»[17].
- «Untitled» звучит в конце 23/24-й серии девятого сезона телесериала «Друзья»[18].